# VfL Klafeld-Geisweid 08
Maillots
Le VfL Klafeld-Geisweid 08 est un club allemand localisé dans la localité de Klafeld-Geisweid près de Siegen en Rhénanie-du-Nord-Westphalie.

## Histoire
La petite localité de Klafeld découvrit le football en 1907 avec la création d’un premier club dénommé Edelweiss Klafeld. Cette équipe joua son premier match contre le Germania Siegen. Mais dès sa première année d’existence, le club connut des désaccords internes qui amenèrent à sa dissolution. Fut alors fondé le Einigkeit Klafeld 08. Cinq ans plus tard, un deuxième cercle fut créé: Spiel und Sport Klafeld-Geisweid.
Sous l’impulsion de Robert Schnautz, un dirigeant de l’Einigkeit, les deux clubs se rapprochèren et s’unirent pour former Spielvereinigung 08 Klafeld.
Du côté de la localité de Geisweid, le Sportklub Sigambria Geisweid  fut créé le 28 avril 1908. En 1913, ce cercle s’affilia à la Westdeutschen Spielverband, la fédération régionale.
Durant la Première Guerre Mondiale, les clubs durent arrêter leurs activités. Le 3 mai 1919 une réunion décida la reprise. Dans le premier championnat d’après-guerre, Sigambria Geisweid furent versés dans la A-Klasse alors qu’avant le conflit ils étaient dans la C-Klasse. En plus de son équipe première, le club aligna jusqu’à six équipes de jeunes.
En 1919, une première tentative de fusion entre le Sigambria et les clubs de Klafeld mais la méfiance réciproque fit capoter le projet. Une fusion eut lieu entre les clubs de Geisweid: Sigambria, TV Geisweid et BC 07 Geisweid. Mais elle ne dura guère, chacun reprenant une route distincte.
Lors de la saison 1921-1922, le SK Sigambria Geisweid termina invaincu, avec une différence de buts de 87 à 6.
L'union entre les clubs des deux petites communes revint plusieurs fois sur le tapis, mais les négociations furent longues et difficiles. Finalement, le 23 janvier 1927, une fusion fut entérinée et forma le SV Klafeld-Geisweid 08.
La fusion porta ses fruits et créa une équipe compétitive qui remporta le championnat de A-Klasse en 1929. La montée ne fut pas couronnée de succès et le club redescendit. Il attendit 1934 pour conquérir un nouveau titre. Le 25 février 1934, le SV Klafeld-Geisweid 08 perdit les deux matches de barrage organisés contre le SpVg Olpe pour la montée et resta donc en Bezirksliga.
En 1936-1937, Die Fürsten (les Princes) gagnèrent le titre du Groupe Arnsberg de la Bezirksliga mais échouèrent durant le tour final pour la montée en Gauliga Westfalen. En début de saison, l’équipe créa l’exploit d’éliminer (2-1) le Fortuna Düsseldorf, en Tschammer Pokal (ancêtre de l’actuelle DFB-Pokal).
Le club ne se mit plus en évidence jusqu’au terme de la Seconde Guerre mondiale.
En 1945, le club fut dissous par les Alliés, comme tous les clubs et associations allemands (voir Directive n°23). Le 9 janvier 1946, d’anciens membres du TG Friesen et du SV Klafeld-Geisweid 08 reconstituèrent un club sous la dénomination VfL 08 Klafeld-Geisweid. L’année suivante, les deux entités reprirent des voies distinctes. Le cercle gymnique prit le nom de TG Friesen Klafeld-Geisweid 1889, alors que les footballeurs restèrent le VfL 08.
En 1947-1948, le VfL 08 Klafeld-Geisweid fut versé dans la Bezirksliga Siegerland et y joua les premiers rôles. L’année suivante, sacré champion de sa ligue locale, le club loupa la montée en Bezirksliga durant le tour final.
En vue de la saison 1952-1953, les ligues de la région furent réorganisées. Sous l’Oberliga West et la 2. Oberliga West, le 3e niveau appelé Landesliga passa de 1 à 5 groupes (nommés géographiquement Nord, Est, Ouest, Sud et Centre). Un tour final entre les cinq vainqueurs de groupe désignait le champion. 49 neuf équipes furent promues auxquelles s’ajoutèrent 6 relégués de 2. Oberliga West. Faisant partie des montants, le VfL 08 Klafeld-Geisweid fut versé dans le Groupe Süd qu’il termina à la 14e place sur 15 et redescendit au niveau 4.
Le VfL 08 remonta en 1954 et assura son maintien en milieu de tableau du Groupe Süd. En vue du championnat 1956-1957, le 3e niveau prit le nom de Verbandsliga Westfalen et fut ramené à deux groupes (Nordost et Südwest). Klafeld neuvième en 1956 descendit au niveau 4.
Le VfL 08 Klafeld-Geisweid ne revint en Verbandsliga Westfalen qu’en 1967. Au terme de la saison 1970-1971, il remporta le Groupe Südwest.Il perdit la finale (1-0), contre le SV Arminia Gütersloh champion de Groupe Nordost. Les deux clubs participèrent ensuite au tour final pour la montée et décrochèrent leur place en Regionalliga West, la Division 2 de l’époque.
- Tour final 1971 pour la montée en Regionalliga West

| Dates        | Matches                                     | Score |
| ------------ | ------------------------------------------- | ----- |
| 23 mai 1971  | Bayer Uerdingen – VfL Klafeld-Geisweid 08   | 2-2   |
| 29 mai 1971  | VfL Klafeld-Geisweid 08 – Arminia Gütersloh | 1-1   |
|              | Arminia Gütersloh – Bayer Uerdingen         | 1-1   |
| 2 juin 1971  | VfL Klafeld-Geisweid 08 – Bayer Uerdingen   | 2-1   |
| 10 juin 1971 | Arminia Gütersloh – VfL Klafeld-Geisweid 08 | 2-0   |
| 13 juin 1971 | Bayer Uerdingen – Arminia Gütersloh         | 0-1   |

| Pos |                         | J | V | D | N | Buts | Points |
| --- | ----------------------- | - | - | - | - | ---- | ------ |
| 1   | SV Arminia Gütersloh    | 4 | 2 | 2 | 0 | 5:2  | 6:2    |
| 2   | VfL 08 Klafeld-Geisweid | 4 | 1 | 2 | 1 | 5:6  | 4:4    |
| 3   | SC Bayer Uerdingen 05   | 4 | 0 | 2 | 2 | 4:6  | 2:6    |

L’aventure au 2e niveau tourna court avec une 18e et dernière place et donc un retour en Verbandsliga Westfalen. En 1973, Klafeld-Geisweid fut vice-champion de son groupe derrière le Rot-Weiss Lüdenscheid, mais un an plus tard il fut relégué au niveau 4.
À la fin de l’exercice 1977-1978, la DFB instaura, au 3e niveau de sa pyramide une Oberliga Amateur à la tête de chaque fédération régionale (la zone Nord et celle de Berlin-Ouest en disposait depuis 1974).
Cela impliqua que 18 équipes de la Verbandsliga Westfalen (9 de chaque groupe) resta au niveau et devinrent fondatrices de l’Oberliga Westfalen. Le VfL 08 Klafeld-Geisweid vint occuper une des places libérées et resta donc au niveau 4. Il y joua jusqu’en 1985 avant d’être relégué au 5e niveau, la Landesliga Westfalen (Groupe 2).
Par la suite, le VfL 08 resta dans les séries plus inférieures. En 1990, le club chuta au niveau 6 (Bezirksliga, Groupe 6). IL en remonta après deux ans. En 1994, la Landesliga Westfalen recula au 6e niveau avec l’instauration des Regionalligen au 3e étage de la pyramide.
À la fin de la saison 1999-2000, le VfL 08 Klafeld-Geisweid redescendit en Bezirksliga. Huit ans plus tard, lors de la création de la 3. Liga en tant que Division 3, la Bezirksliga devint le 7e niveau de la hiérarchie de la DFB.

## Joueurs emblématiques
- Mohammad Reza Adelkhani, 17 fois International iranien
- Wilhelm Bender (1915-1944) défenseur, 9 fois International allemand entre 1933 et 1933
- Bernd Brodbek (1944) Gardien de but, joua aussi pour Rot-Weiss Essen .
- Gerd vom Bruch (1941) entraîna ensuite le Borussia Mönchengladbach en Bundesliga puis Wuppertaler SV et Rot-Weiss Oberhausen en Regionalliga .
- Hans Grieger (1941) joua aussi au VfL Bochum.
- Hans-Werner Kornacker (1955) joua aussi pour Hannover SV 96 en 2. Bundesliga .
- Herbert Schäfer (1927-1991)
- Peter Sichmann (1947) joua aussi pour le Fortuna Düsseldorf et le SpVgg Bayreuth .
- Horst Stockhausen (1944) joua aussi pour le DSC Arminia Bielefeld.